# Camilla Kur Larsen
Camilla Kur Larsen (Ishøj, 3 aprile 1989) è una calciatrice danese, attaccante del Nordsjælland.

## Carriera

### Club
Dopo aver giocato con il BK Skjold e il AC 2670 Greve, Kur Larsen sottoscrive un contratto con il Brøndby per giocare in Elitedivisionen, il livello maggiore del campionato danese femminile di calcio. Con il Brøndby gioca tre stagioni, dalla 2009-2010 alla 2011-2012, contribuendo a far conquistare alla società due titoli nazionali e due Coppe di Danimarca.
Nell'estate 2012 coglie l'occasione per giocare in un campionato estero, la W-League, secondo livello del campionato professionistico statunitense, disputando qualche incontro con la maglia dei Colorado Rapids prima di ritornare in patria per sottoscrivere un contratto con il Fortuna Hjørring. Con il Fortuna Hjørring gioca due stagioni, conquistando con la nuova maglia il suo terzo titolo nazionale. Nuovamente coglie l'opportunità di trasferirsi negli Stati Uniti per giocare in NWSL (primo livello) con il Western New York Flash. L'avventura statunitense si conclude nel giugno 2015, congedandosi dalla società che l'ha impiegata solo tre volte nel corso della stagione 2015.
Durante il calciomercato estivo italiano trova un accordo per giocare in Serie A nel campionato italiano femminile di calcio con la neocampionessa AGSM Verona. Nonostante sia inserita in rosa durante la stagione 2015-2016, le sue presenze con la squadra veronese si limitano alla Supercoppa 2015, persa ai tiri di rigore con il Brescia, e ai sedicesimi di finale della UEFA Women's Champions League 2015-2016, dove apre le marcature nella partita di andata contro le austriache del femminile St. Pölten, mentre in campionato non scende mai in campo.
Nella successiva estate fa ritorno al campionato danese sottoscrivendo nuovamente un accordo con il Fortuna Hjørring per la stagione 2016-2017, condividendo con le compagne il raggiungimento del secondo posto in campionato, dietro al Brøndby, le semifinali di Coppa di Danimarca e il miglior risultato mai ottenuto in Women's Champions League, i quarti di finale.
A campionato concluso nell'estate 2017 decide di trasferirsi al Vålerenga, disputando la seconda parte del campionato 2017 in Toppserien, livello di vertice del campionato norvegese, marcando 11 presenze e realizzando 2 reti. Con la squadra ottiene il settimo posto in campionato e raggiunge
la finale di Coppa di Norvegia, perdendola con le avversarie dell'Avaldsnes per 1-0.

### Nazionale
Nel 2009 Kur Larsen viene convocata nella formazione danese Under-23, vestendo la maglia della nazionale giovanile in tre occasioni per poi essere inserita in rosa con la nazionale maggiore dal 2011.

## Palmarès
- Campionato danese: 3

Brøndby: 2010-2011, 2011-2012
Fortuna Hjørring: 2013-2014
- Coppa di Danimarca: 5

Brøndby: 2009-2010, 2010-2011, 2011-2012
Nordsjælland: 2019-2020